# Röhler Touristik
Die Röhler Touristik GmbH ist ein regionales Busunternehmen aus Schwäbisch Hall.
Das Unternehmen ist durch die Fusion von vier Busunternehmen entstanden:
- Friedrich Burkert & Co Kraftverkehr, Gerabronn
- Ernst Röhler, Schwäbisch Hall
- Fritz Branitz, Crailsheim
- Josef Haubner, Roth bei Nürnberg

Röhler Touristik betreibt diverse Buslinien im Landkreis Schwäbisch Hall, im Hohenlohekreis und im Landkreis Roth bei Nürnberg. Zudem ist das Unternehmen für den Stadtbus in Crailsheim und den Stadtverkehr in Roth zuständig. Mit den etwa 100 Bussen werden von den etwa 134 Mitarbeitern jährlich etwa 4,9 Millionen Fahrgäste befördert.
Die Röhler Touristik GmbH ist zu 50 % an der StadtBus Crailsheim GbR SBC, Crailsheim beteiligt. Ebenso gehört Peter Röhler die StadtBus GmbH RSB, Roth zu 100 %, ferner ist er an der Schmetterling Reisen Baden-Württemberg GmbH, Schwäbisch Hall ist er mit 52 % beteiligt.
Röhler Touristik erbringt in Crailsheim und Ellwangen teilweise Leistungen als Subunternehmer der Friedrich Müller Omnibusunternehmen GmbH (FMO). Beispielhaft wären hier die Linien 61 sowie 67 zu erwähnen.

## Linien
| Linie                                              | Verlauf |
| -------------------------------------------------- | --- |
| Bereich Schwäbisch Hall                            | |
| 29                                                 | Schwäbisch Hall – Untermünkheim – Kupferzell (mit Anschluss nach Künzelsau)                                                 |
| 30                                                 | Schwäbisch Hall – Untermünkheim – Schönenberg                                                                               |
| 31                                                 | Schwäbisch Hall – Braunsbach – Obersteinach – Ilshofen – (Crailsheim)                                                       |
| 31                                                 | Schwäbisch Hall – Braunsbach – Obersteinach – Langenburg – Gerabronn                                                        |
| 32                                                 | Schwäbisch Hall – Michelfeld – Gnadental – (Witzmannsweiler) – Forsthaus – Waldenburg Stadt                                 |
| 71                                                 | Schwäbisch Hall – Untermünkheim – (Eschental) – Braunsbach – Langenburg – Gerabronn – Blaufelden – Schrozberg               |
| Bereich Crailsheim/Gerabronn/Blaufelden/Schrozberg | |
| 55                                                 | Crailsheim – Satteldorf – Wallhausen – Michelbach/L. – Brettheim                                                            |
| 55B                                                | Crailsheim – Satteldorf – Bronnholzheim – Gröningen – Satteldorf – Crailsheim                                               |
| 56                                                 | Crailsheim – Ellrichshausen – Schnelldorf                                                                                   |
| 64                                                 | Crailsheim – Tiefenbach – Kirchberg (Jagst) – Lendsiedel                                                                    |
| 65                                                 | Crailsheim – Rot am See – Blaufelden – Schrozberg (in Ergänzung zur Schiene)                                                |
| 66                                                 | Crailsheim – Eckartshausen – Ilshofen – Gerabronn (mit Anschluss nach Vellberg und Langenburg)                              |
| 66A                                                | Crailsheim – Roßfeld – Hagenhof – (Maulach) – Ölhaus (Kleinbus, mit Anschluss von Linie 66)                                 |
| 71F                                                | Langenburg – Gerabronn – Kirchberg – Weckelweiler – Rot am See – Gerabronn – Langenburg                                     |
| RB72                                               | Gerabronn – Weckelweiler – Kirchberg – Crailsheim (Regiobus/72er-Express nach Crailsheim)                                   |
| 73                                                 | Gerabronn – Beimbach – Rot am See – Kirchberg – Dünsbach – Gerabronn                                                        |
| 74                                                 | Brettheim – Musdorf – Rot am See – Beimbach – Kirchberg                                                                     |
| 75                                                 | Gerabronn – Dünsbach – Kirchberg – Rot am See – Beimbach – Gerabronn                                                        |
| 78                                                 | Gerabronn – Beimbach – Seibotenberg – Kirchberg – Saurach                                                                   |
| 81                                                 | Schainbach – Michelbach/L. – Wallhausen – Rot am See – Kirchberg                                                            |
| 82                                                 | Ellrichshausen – Triftshausen – Gröningen – Kirchberg                                                                       |
| 85                                                 | Rot am See – Brettheim – Weikersholz – Rot am See                                                                           |
| 88c                                                | Crailsheim – Satteldorf – Wallhausen – Rot am See – Blaufelden – Schrozberg (BusErgänzungsVerkehr Tauberbahn – Bereich Süd) |